# Portal de Fluges
El Portal de Fluges o Portal d'en Fortesa o de Sant Roc és un dels portals d'accés que hi havia a la muralla que envoltava la vila de Cardona.
Dels quatre construïts (Portal de Graells o Portal de Santa Maria, Portal de Barcelona o Portal de Nostra Senyora de la Pietat, Portal de Sant Miquel o Portal de Capdevila i Portal de Fluges o Portal d'en Fortesa o de Sant Roc) el Portal de Graells és l'únic portal d'accés a Cardona que encara resta dempeus. Alhora també existien quatre portals de menors dimensions (portalets o portelles) per permetre la comunicació amb indrets propers de la vila. Aquests portals menors foren el Portal de Fontcalda, el Portalet de la Pomalla, el Portalet del Vall i el Portalet de la Fira.

## Història
El vescomte de Cardona Ramon Folc VI va començar una àmplia reforma a les muralles del castell i de la vila, construint-se cap a la segona meitat del segle xiv i concloent-se de forma definitiva l'any 1420. Un cop closa la vila els accessos es feien a través de quatre portals majors situats segons els punts cardinals.
Situat al Nord, donava entrada als camins rals que arribaven del Pla de les Hortes. La primera referència escrita que tenim és del 1405, quan unes cases del carrer de la Serra eren a tocar del portal.
El seu nom responia a la font de Fluges, molt propera. També se'l va anomenar d'en Fortesa per una de les famílies veïnes, i per rebre l'advocació del sant també se'l anomenava Portal de Sant Roc
Es desconeix com era, ja que tota la zona va ser objecte d'àmplies reformes arran de la construcció del convent de Sant Dídac, fundat el 1638 pel duc Enric III d'Aragó Folc de Cardona i Córdoba. L'any 1812 el convent i la torre eren enderrocats i anys després s'aprofità el solar per fer-hi una fàbrica de filats, habilitada en darrer terme com a centre escolar.